# قسم طنب الريفي
قسم طنب الريفي قسم ريفي (دهستان) في ناحية طنب، مقاطعة أبو موسى، محافظة هرمزغان، إيران. بلغ عدد سكانها حسب تعداد عام 2006 حوالي 155 نسمة يشكّلون 49 أسرة 155.